# Villano (nome)
Villano  è un nome proprio di persona italiano maschile.

## Varianti
- Femminili: Villana[1][2]

### Varianti in altre lingue
- Latino: Villanus[1]
  - Femminili: Villana

## Origine e diffusione
Deriva dal nome medievale Villano, che alla lettera significa "campagnolo", "contadino", "abitante della campagna". Ormai in disuso per via del significato sempre più negativo assunto dal termine, il nome Villano è semanticamente affine ai nomi Pagano e Rustico, anch'essi più tipici dell'onomastica antica.
Etimologicamente, l'aggettivo "villano" viene dal latino villanus, tratto a sua volta dalla radice villa ("campagna", "villaggio"). Successivamente, per estensione, in italiano il termine ha acquisito il significato di "rozzo", "maleducato".

## Onomastico
Per la forma maschile, l'onomastico può essere festeggiato il 7 maggio in memoria del santo (o beato) Villano, vescovo di Gubbio; per il femminile ricorre invece il 28 febbraio (29 gennaio per l'ordine domenicano), in onore della beata Villana de' Botti, madre di famiglia e terziaria domenicana.

## Persone
- Villano Villani (o Villano Gaetani), cardinale e arcivescovo cattolico italiano

### Variante femminile Villana
- Villana de' Botti, religiosa italiana